# Full Frontal
Full Frontal es una película de 2002 por Steven Soderbergh, sobre un día en la vida de las personas en Hollywood. La película es protagonizada por Catherine Keener, David Duchovny, Julia Roberts, Mary McCormack, y David Hyde Pierce, fue grabada en vídeo digital en un mes usando una Canon XL-1s. La película desdibuja la línea entre lo que es real y lo que es ficticio en su descripción de una película dentro de una película (y posiblemente dentro de otra).

## Lanzamiento
Full Frontal tuvo un lanzamiento limitado en Estados Unidos el 2 de agosto de 2002, en 208 teatros y ganando $739,834 en su primer fin de semana. Fue criticada ampliamente por los críticos. Rotten Tomatoes, enlista a la película con un 35%. USA Today le dio a la película tres de cuatro estrellas, recomendándola por su "humor y su elenco talentoso."